# 大澤雅彦
大澤 雅彦（おおさわ まさひこ、1958年4月5日 - ）は、日本の元テレビプロデューサー。

元日本テレビ放送網編成局アナウンス部長。時代劇のアシスタントプロデューサーを担当、その後バラエティー番組の演出やプロデュース、アニメの企画に携わる。
現在は、アンパンマンこどもミュージアムを運営する日本テレビの子会社、株式会社ACMの代表取締役社長を務める。

## 略歴
- 1981年 - 早稲田大学を卒業、新卒で日本テレビ放送網に入社
- 2001年 - 制作局チーフプロデューサー
- 2002年 - 編成局 映画・アニメ担当部長
- 2007年 - アナウンス部長
- 2010年 - イベント事業部長
- 2012年 - 株式会社ライツ・イン代表取締役社長、日本テレビ音楽株式会社 取締役
- 2014年 - 株式会社ライツ・イン代表取締役社長、日本テレビ音楽株式会社 常務取締役
- 2015年 - 株式会社ACM代表取締役社長、日本テレビ音楽株式会社 取締役

## 担当番組

### ドラマ
- 半七捕物帳（1992年10月13日 ～ 1993年3月2日 放送） - プロデューサー補
- 風林火山（1992年12月31日 ～ 1992年12月31日 放送） - プロデューサー補
- 闇を斬る!大江戸犯科帳（1993年3月9日 ～ 1993年12月21日 放送） - プロデューサー補
- 荒木又右衛門（1993年3月23日 ～ 1993年3月23日 放送） - プロデューサー補
- 瞳に星な女たち（1993年12月25日 ～ 1993年12月25日 放送） - プロデューサー
- 騎馬奉行がゆく（1995年7月11日 ～ 1995年7月11日 放送） - プロデューサー補
- お助け信兵衛人情子守唄（1995年7月25 ～ 1995年7月25日 放送） - プロデューサー補
- ひらり又四郎危機一髪!（1995年9月5日 ～ 1995年9月5日 放送） - プロデューサー
- 竜馬におまかせ!（1996年4月10日 ～ 1996年6月26日 放送） - プロデューサー

### バラエティー番組
- 完全生中継!おめでとう森進一・森昌子結婚披露宴（1986年10月1日 放送） - ディレクター
  - 視聴率45.3％、日本テレビ視聴率ベスト10に入る[2]。
- 天才・たけしの元気が出るテレビ!!（1985年4月14日 ～ 1996年10月6日 放送）- 演出
- いつみても波瀾万丈（1992年3月22日 ～ 2008年9月28日 放送） - ディレクター
- TVおじゃマンボウ（1993年7月24日 ～ 2006年3月25日 放送） - チーフプロデューサー
- とんねるずの生でダラダラいかせて!!（1991年10月16日 ～ 2001年3月14日 放送） - チーフプロデューサー[3][4]
- 午後は○○おもいッきりテレビ（2001年1月 ～ 2002年6月 放送）- チーフプロデューサー
- モー。たいへんでした（2001年4月12日 ～ 2002年3月14日 放送） - チーフプロデューサー
- ジャパン☆ウォーカー（2001年10月7日 ～ 2002年3月31日 放送） - チーフプロデューサー

### アニメ
- 花田少年史（2002年10月1日 ～ 2003年3月25日 放送） - 企画[5]
- 日本テレビ開局50年金曜特別ロードショー・千と千尋の神隠し（2003年1月24日 放送） - 企画
  - 地上波初放送46.9％（1月）、10年連続視聴率四冠王達成　（12月）[6]
- はじめの一歩～Champion Road～（2003年4月18日 ～ 2003年4月1日 放送） - 企画
- ごくせん（2004年1月6日 ～ 2004年3月30日 放送） - 企画[7]
- お伽草子（2004年7月6日 ～ 2005年3月29日 放送） - 企画
- 闘牌伝説アカギ（2005年10月4日 ～ 2006年3月28日 放送） - 企画[8]
- 桜蘭高校ホスト部（2006年4月4日 ～ 2006年9月26日 放送） - 企画
- DEATH NOTE（2006年10月3日 ～ 2007年6月26日 放送） - 企画
- ルパン三世 セブンデイズ・ラプソディ（2006年9月8日 放送） - 企画[9]